# Indicateur de microgravité de très haute technologie

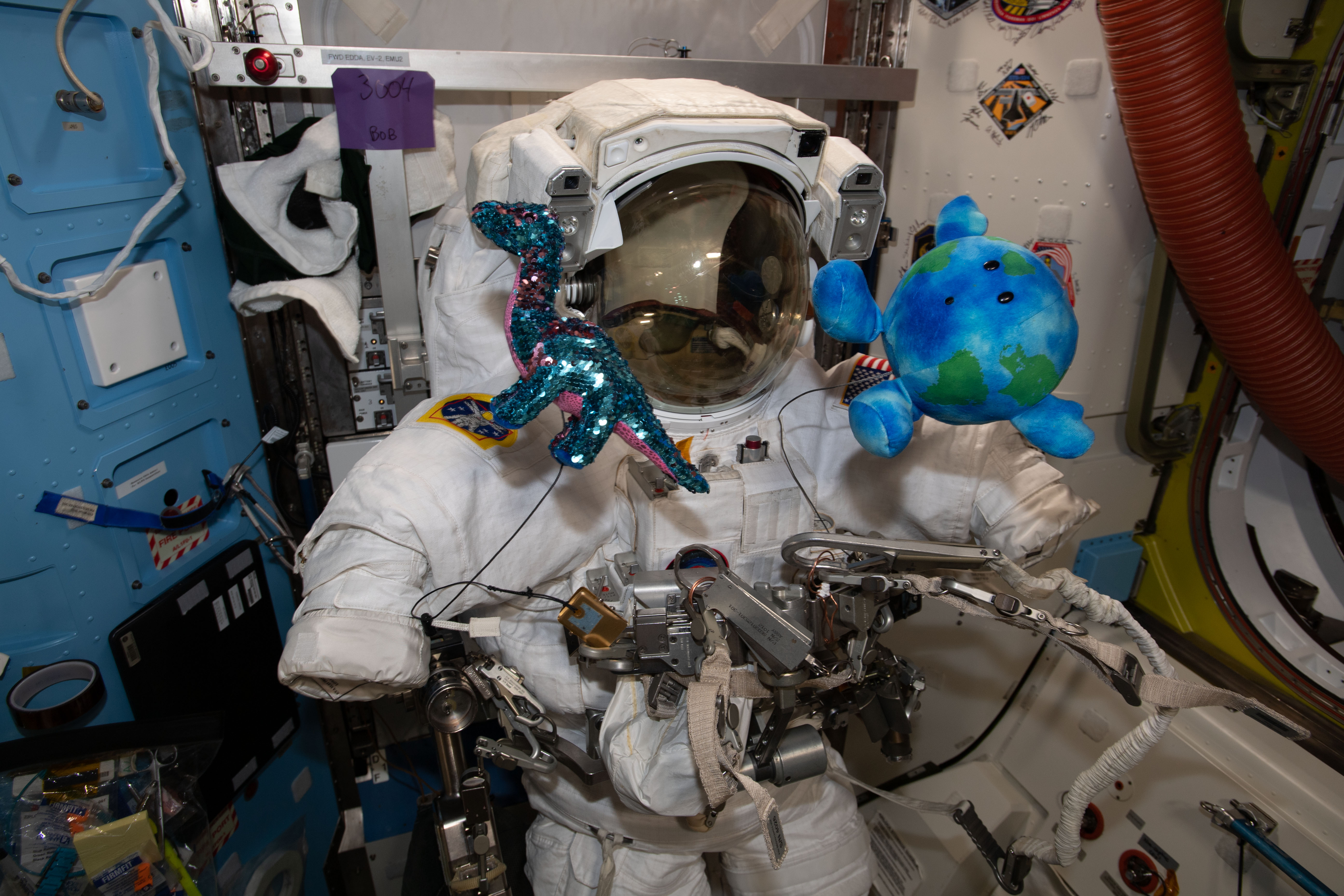
Les deux peluches, la Terre anthropomorphe Celestial Buddies' Earth de DM-1 et le dinosaure de DM2, à bord de l'ISS.

L'indicateur de microgravité de très haute technologie (de l'anglais : super high tech zero-g indicator) est une peluche située à bord d'une capsule spatiale habitée. Selon la tradition, désormais internationale, elle sert de mascotte et accessoirement d'indicateur d'apesanteur : lorsque la peluche flotte, cela signifie que la capsule est en état d'apesanteur.
La désignation de cette peluche comme un système de haute technologie pour son utilisation triviale de détecteur d'apesanteur relève d'une private joke au sein de la communauté des passionnés d'exploration spatiale.

## Histoire
Cette tradition remonte au premier vol spatial : Youri Gagarine avait ainsi embarqué une petite poupée sur Vostok 1.
La peluche choisie diffère à chaque vol, et représente en général un personnage anthropomorphe ou des animaux. On peut citer par exemple un cochon habillé pour la mission Soyouz TMA-06M, une peluche Terre anthropomorphe (Celestial Buddies' Earth) pour la mission inhabitée DM-1,, un dinosaure à paillette pour la mission DM-2, ou encore des personnages de la culture populaire comme R2-D2 pour la mission Soyouz TMA-17M, ou Baby Yoda pour la mission américaine Crew-1.